# Batlejka
Batlejka – teatrzyk kukiełkowy popularny na Białorusi.

## Historia

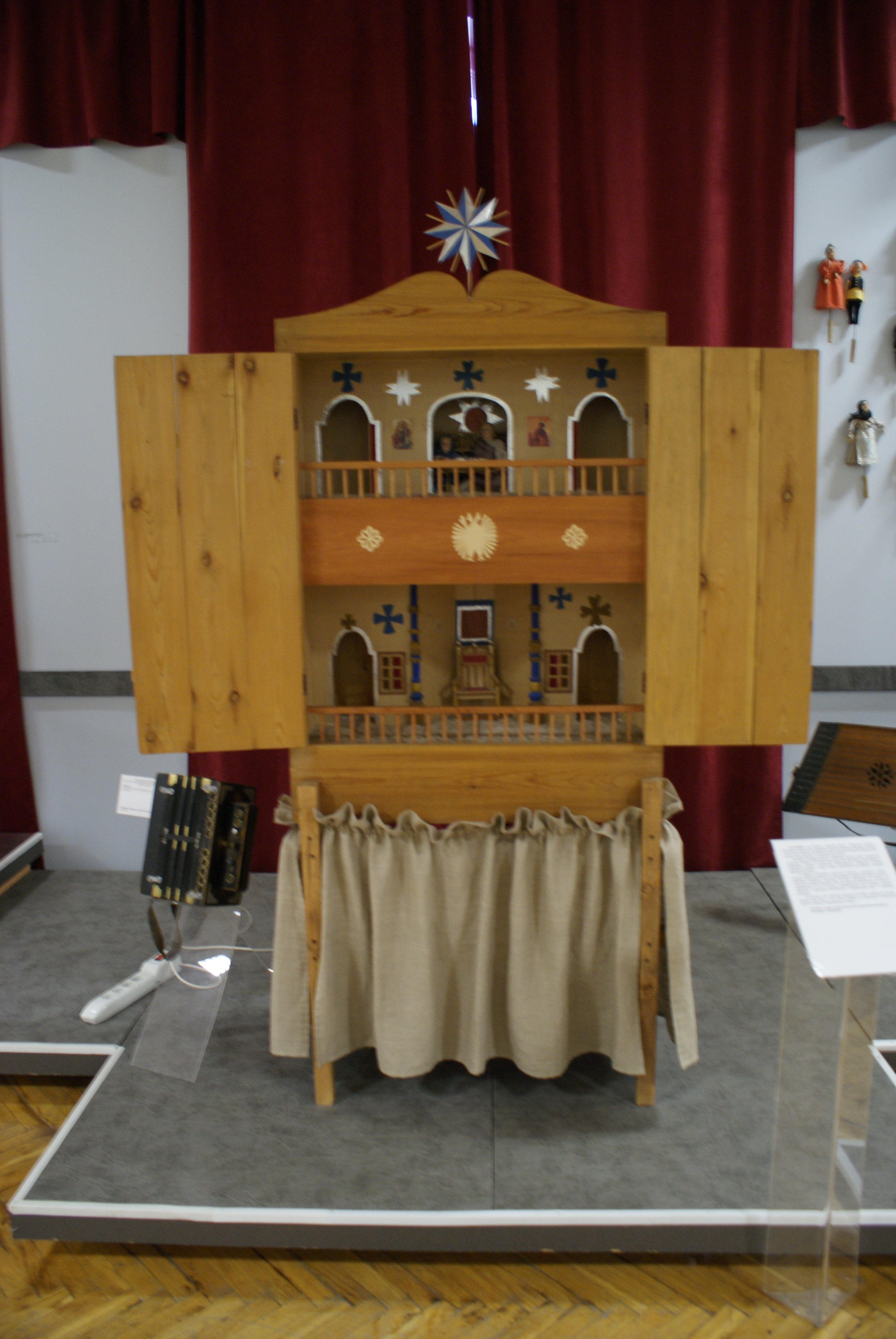
Batlejka w Narodowym Muzeum Historycznym Białorusi.

Teatrzyki kukiełkowe pojawiły się w Europie w XV wieku, a na Białoruś przybyły z Ukrainy (wertep) i z Polski (szopka). Pojawienie się teatru lalek na Białorusi związane było ze świętami Bożego Narodzenia, a nazwa pochodzi od Betlejem. Do popularyzacji batlejek na Białorusi przyczynili się jezuici, którzy pisali teksty do teatrzyku i przygotowywali inscenizacje. Batlejki miały formę przenośnych teatrzyków, które noszono po kolędzie po domach i tam odgrywano inscenizacje. Z czasem w przedstawieniach pojawiały się nowe wątki, nowe postacie, łącząc treści religijne ze świeckimi. Pod koniec XVII wieku batlejka stała się teatrzykiem ludowym. W XIX wieku, a szczególnie na początku XX wieku popularność batlejek spadła. Na pewno przyczynił się do tego za czasów sowieckich zakaz spektakli religijnych. Po II wojnie światowej motyw batlejki pojawiał się w spektaklach białoruskich teatrów. Jednak odrodzenie tradycji nastąpiło w latach 80. XX wieku dzięki nauczycielom–entuzjastom. Jedną z nich była Galina Żarowina, która w 1989 roku w miejscowości Mir założyła muzeum i szkolny teatrzyk. Nazwała go Batlejka. Wspólnie z dziećmi przygotowała przedstawienia: Car Igor czy Anna Radziwił.

## Wygląd
Na terenie Białorusi pojawiało się 5 rodzajów teatrzyków: jednopoziomowe, dwupoziomowe, trzypoziomowe, na potrzeby teatru cieni i dla teatru marionetek. Różny był ich wygląd zewnętrzny, od prostych do bogatych, ozdobionych jak cerkwie wieżyczkami i kopułami. Najczęściej spotykany był teatrzyk jednopoziomowy, z podnoszoną kurtyną i podłogą wykładano zajęczym futrem. W teatrzykach kilkupoziomowych na dole umieszczano pałac Heroda, a powyżej stajenkę w której narodził się Chrystus.
Lalki do scen biblijnych przygotowano bardzo starannie. Charakter postaci próbowano pokazywać przez wyraz ich twarzy, ale najczęściej miały one starannie przygotowany, bogaty strój. Natomiast lalki używane w scenkach ludowych były mniej dopracowane, ubrane w zwykłe, modne w danym okresie stroje. Podczas przedstawienia były przytwierdzone do metalowego prętu, który na dole był zakończony drewnianą rączką. Jedną rękę lalka miała zazwyczaj przymocowaną do korpusu i trzymała w niej jakiś rekwizyt. Druga ręka zwisała swobodnie. Czasem ręce były umieszczone na zawiasach. Lalki miały zazwyczaj 23–27 cm, ale zdarzały się większe mające do 35 cm.

## Repertuar
Przedstawienie miało zwykle ściśle określoną formę i składało się z 3 części:
- Prologu w którym pokazywano scenę narodzenia Chrystusa i adorację Trzech Króli[2].
- Scen opowiadających historię Heroda, który po uzyskaniu informacji o narodzinach Chrystusa nakazuje zabójstwo niewinnych dzieci i ponosi za to karę, którą jest śmierć[2].
- Trzecią część były scenki komediowe. Zazwyczaj odgrywano je w dolnej, najniższej części teatrzyku (w przypadku scen dwu lub trzy poziomowych). pokazywano tu śmieszne sceny z życia codziennego[2].